# Кельтеевский сельсовет
Кельте́евский сельсове́т — муниципальное образование в Калтасинском районе Башкортостана.
Административный центр — деревня Большой Кельтей.

## История
Согласно «Закону о границах, статусе и административных центрах муниципальных образований в Республике Башкортостан» имеет статус сельского поселения.
В 2004 году Кельтеевский и Верхнетыхтемский сельсовет объединены в один. Закон Республики Башкортостан от 17.12.2004 г. № 125-З (ред. от 06.11.2007 г.) «Об изменениях в административно-территориальном устройстве Республики Башкортостан, изменениях границ и преобразованиях муниципальных образований в Республике Башкортостан», п. 155, гласит:

Объединить Кельтеевский и Верхнетыхтемский сельсоветы Калтасинского района с сохранением наименования Кельтеевский сельсовет с административным центром в деревне Большой Кельтей, исключив Верхнетыхтемский сельсовет из учетных данных.— http://ufa.regionz.ru/index.php?ds=14131

## Население
| 2002  | 2009  | 2010  | 2012  | 2013  | 2014  | 2015  |
| ----- | ----- | ----- | ----- | ----- | ----- | ----- |
| 3026  | ↘3020 | ↘2585 | ↘2544 | ↘2540 | ↘2447 | ↘2401 |
| 2016  | 2017  | 2018  |       |       |       |       |
| ↘2354 | ↘2299 | ↘2246 |       |       |       |       |

## Состав сельского поселения
| №  | Населённый пункт | Тип населённого пункта          | Население |
| -- | ---------------- | ------------------------------- | --------- |
| 1  | Большой Кельтей  | деревня, административный центр | ↘759      |
| 2  | Кутерем          | село                            | ↘1081     |
| 3  | Верхний Тыхтем   | деревня                         | ↘258      |
| 4  | Нижний Тыхтем    | деревня                         | ↘159      |
| 5  | Чумара           | деревня                         | ↘148      |
| 6  | Графское         | деревня                         | ↘64       |
| 7  | Новый Ашит       | деревня                         | ↘58       |
| 8  | Шарипово         | деревня                         | ↘26       |
| 9  | Родники          | деревня                         | ↗17       |
| 10 | Гареевка         | деревня                         | ↘15       |